# Maison de Comborn
La maison de Comborn est une famille féodale française originaire du Limousin. Son premier titulaire, au Xe siècle, fut Archambaud Ier de Comborn, père d'Archambaud II « le Boucher » (ou « Jambe pourrie »). Les Comborn tiennent leur nom de la vicomté de Comborn, dont ils étaient titulaires, et possédèrent à différentes époques les vicomtés de Limoges et de Turenne.

## Vicomté de Comborn

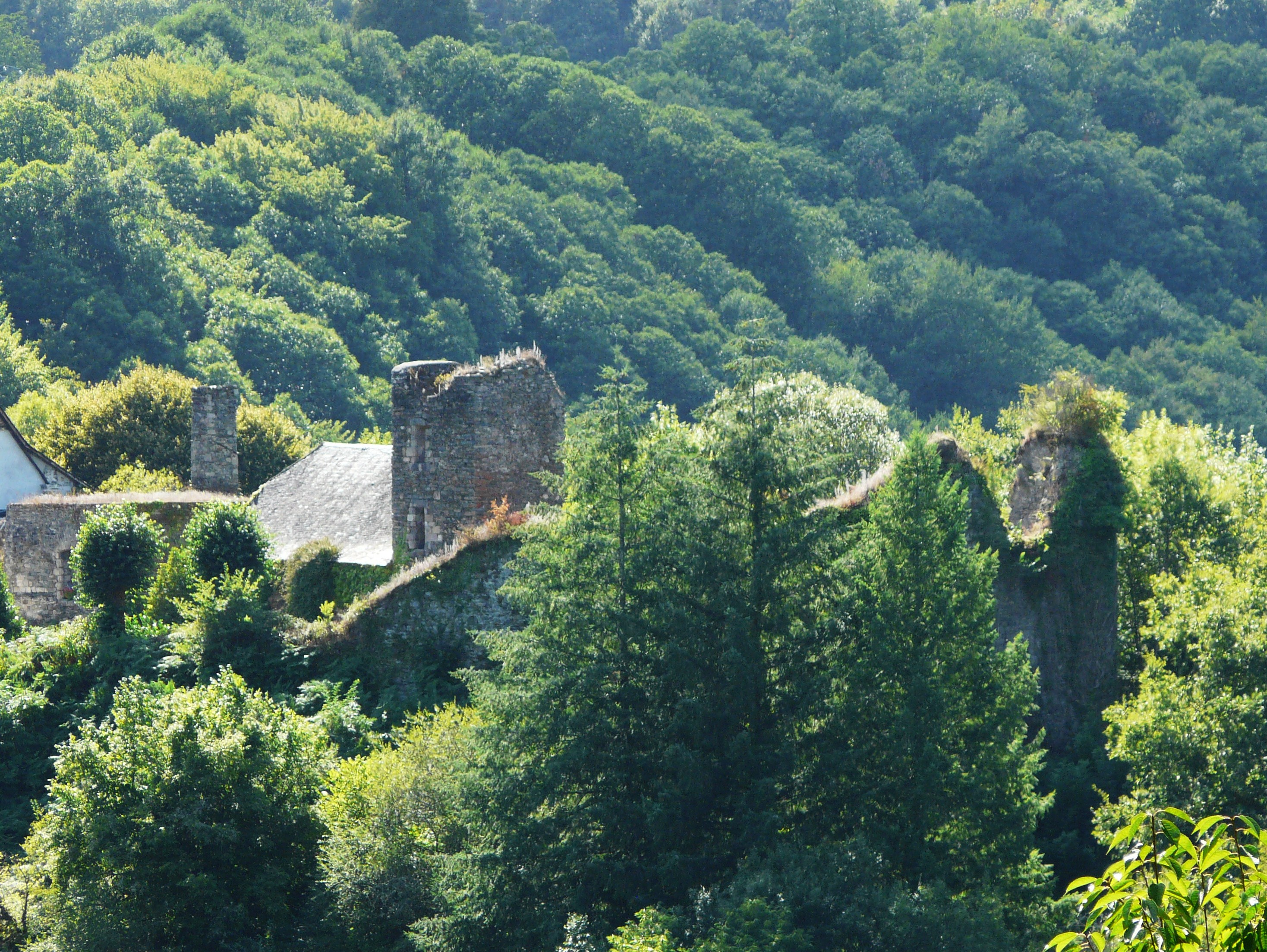
Vestiges du château médiéval de Comborn

La vicomté de Comborn était un territoire du Bas-Limousin (actuelle Corrèze), qui comprenait la région de Vigeois et la région de la Vézère et de la Corrèze, au sud du massif des Monédières.
Le château de Comborn était le siège d'une des plus anciennes vicomtés du Limousin, voisine de celles de Turenne et de Limoges au Xe siècle, puis de Ventadour dès le XIe siècle. Ses principales seigneuries étaient : Treignac, Beaumont, Chamboulive, Chamberet, Rochefort et Allassac. Les seigneurs de Comborn, et particulièrement les premiers, vont consacrer leurs actions à étendre leur puissance bien au-delà de la petite vicomté. Ils sont l'exemple type de l'implantation des premiers seigneurs féodaux mis en place afin de gérer les territoires pour le compte de l'autorité suzeraine de l'époque. Cette pratique résulte de la politique mise en place par Pépin le Bref, puis Charlemagne dès le IXe siècle.

## Origines
Le premier Comborn identifié est Archambaud Ier (vers 910 - 959), vicomte en 958, qui épouse en premières noces vers 933 Hildegarde, et en deuxièmes noces vers 950/957 Rothilde. Les origines d’Archambaud Ier sont inconnues. Joseph Nadaud prétendait sans preuves qu’il était probablement fils d’Hugues Ier, comte de Quercy en 937.
Son fils, Archambaud II (vers 934 - vers 996), connu sous le nom d'Archambaud « le Boucher », puis Archambaud « Jambe pourrie », deviendra le véritable fondateur de la dynastie. Il prendra le titre de vicomte de Comborn en 962 et de vicomte de Turenne vers 976,.
Pour Bernadette Barrière, l’origine des vicomtes de Comborn est délicate à établir, et l’ordre successoral peut être suivi sans solution de continuité à partir du milieu du Xe siècle.
Le petit-fils d'Archambaud II fondera Ventadour dès 1036 et donnera naissance aux seigneurs de Ventadour-Ussel. Leurs successeurs laisseront de nombreuses traces dans la région : monastères à Meymac, Aubazine et le Glandier, tour d'Allassac, cloître à Tulle, chapelles et églises (les armes des Comborn et des Pompadour figurent dans la chapelle nord de l'église Saint-Martial d'Orgnac).

## Histoire
Les Comborn interdirent l'accès du pays aux vicomtes de Limoges.
Au début du XVIe siècle, la seigneurie passe par héritage aux Pompadour, puis aux seigneurs de Pierre Buffière et en 1649, au marquis du Saillant.

Clés de voûte de l'église d'Orgnac-sur-Vézère
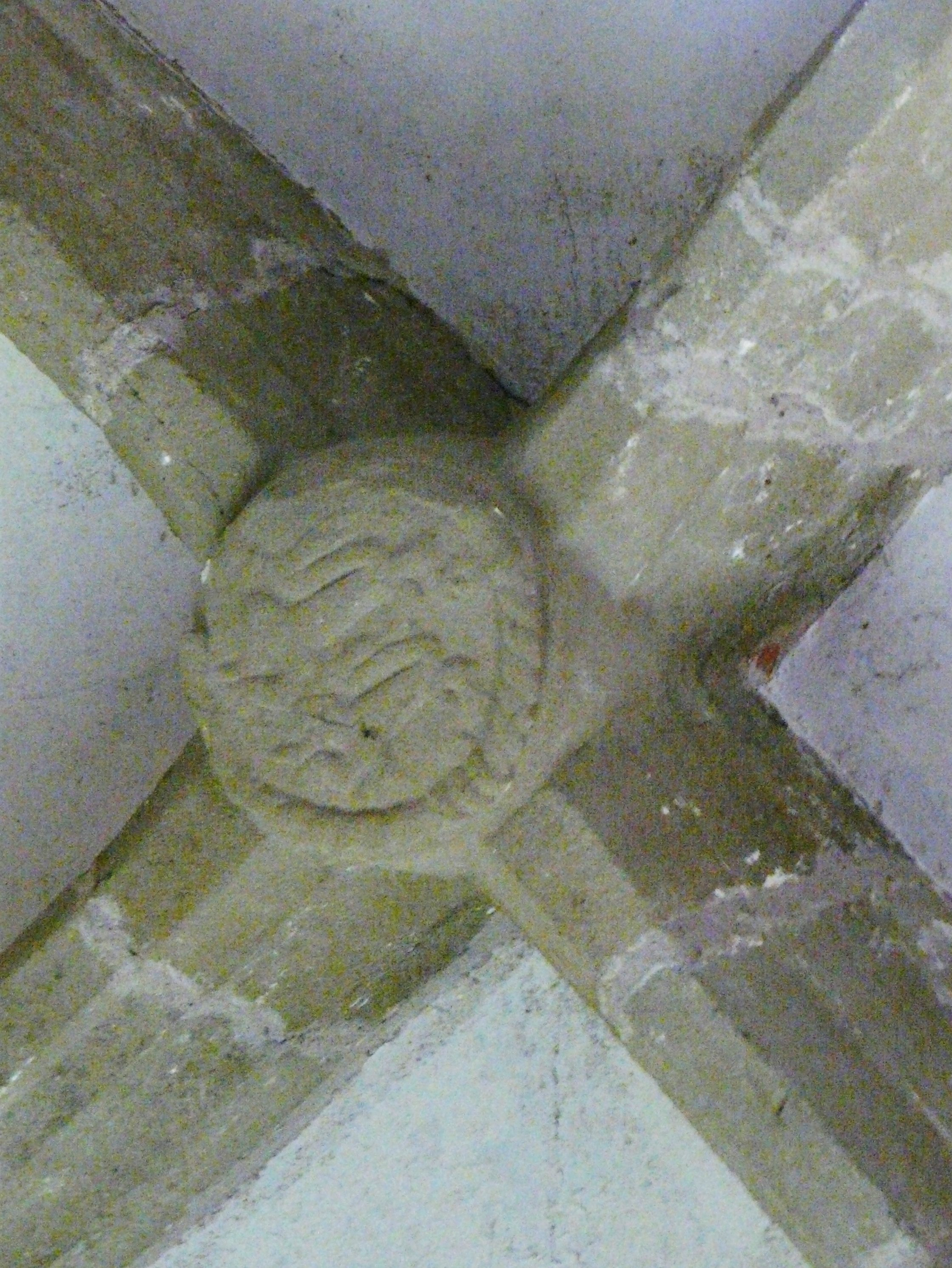
Armes de la famille de Comborn : deux lions léopardés.
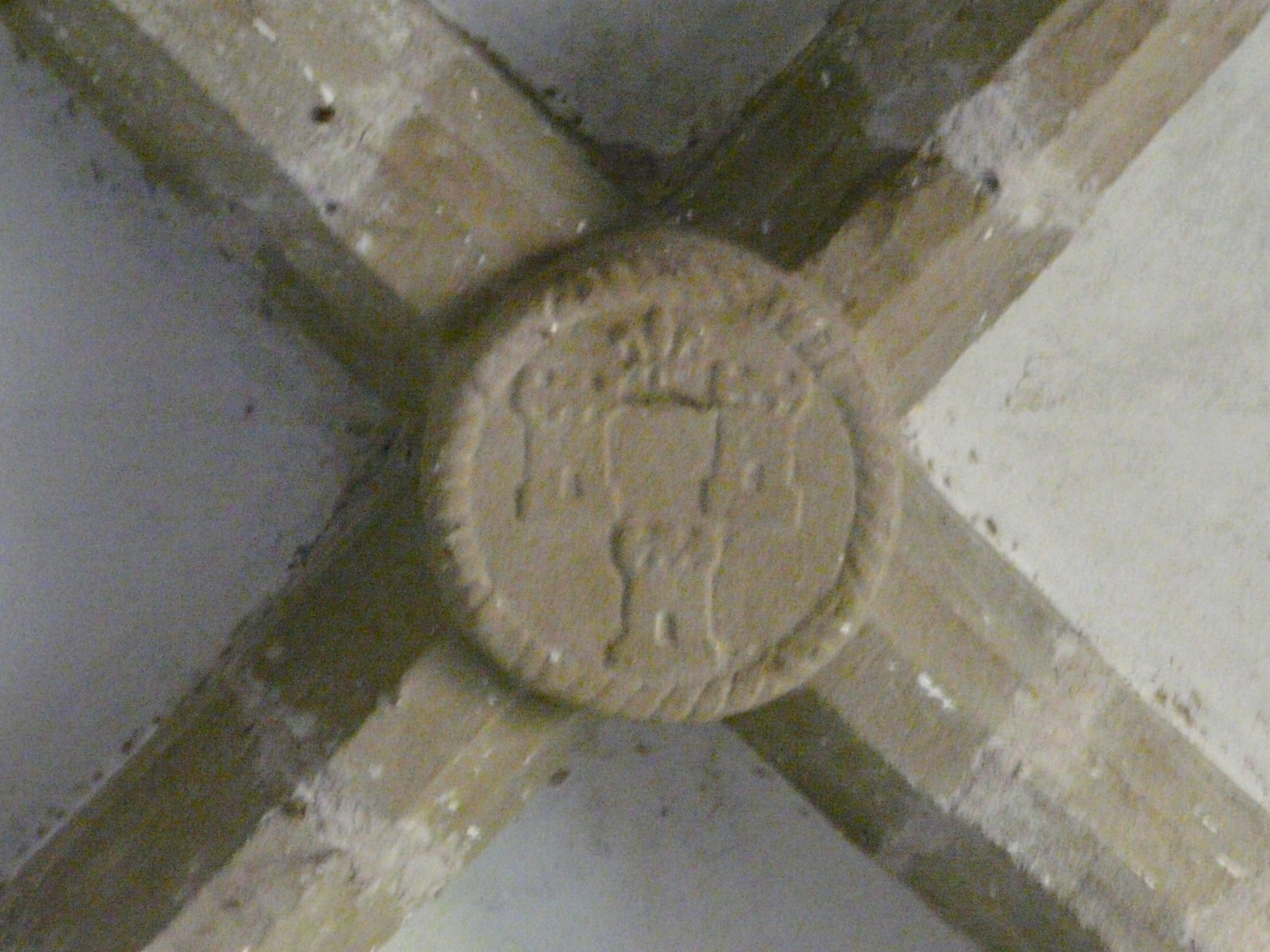
Armes de la famille de Pompadour : trois tours.

## Liste des vicomtes de Comborn
- Archambaud Ier de Comborn (vers 910 - 959)
- Archambaud II de Comborn (vers 934 - vers 996), 1er vicomte de Comborn, dit « le Boucher » qui tranche ses ennemis « comme un vrai boucher qui coupe la viande sur un banc ». Il fut appelé ensuite « Jambe pourrie » (Gamba puirida) après avoir eu la jambe prise et brisée dans une porte au cours du siège de Turenne. Il combattit aux côtés du duc de Normandie contre l'empereur Otton.
- Ebles le Vieux († 1030). Fils aîné d'Archambaud Jambe-pourrie. Ses deux fils se partagèrent son héritage. L'aîné Guillaume devint vicomte de Turenne et le cadet Archambaud devint vicomte de Comborn.
- Archambaud II († 1060). Fils cadet d'Ebles le Vieux, il partagea également son héritage entre ses fils. L'aîné Archambaud devint vicomte de Comborn, le cadet Ebles devint vicomte de Ventadour.
- Archambaud III. Son seul fils Ebles mourut avant lui et la vicomté passa à son frère benjamin Bernard.
- Bernard Ier. Dernier fils d'Archambaud II, il n'était pas destiné à hériter de terres, mais la mort sans enfants de son frère aîné le fit vicomte de Comborn.
- Archambaud IV le Barbu († 1147). Fils de Bernard, il épousa l'héritière des vicomtes de Limoges. Ils partagèrent leur héritage entre leurs fils aînés. Adémar eut la vicomté de Limoges et Archambaud celle de Comborn.
- Archambaud V († 1185). Fils cadet d'Archambaud le Barbu et de Brunissende de Limoges.
- Archambaud VI († 1238).
- Bernard II
- Archambaud VII († 1277). Il transmit la vicomté en indivision aux deux fils issus de ses deux mariages, Guy et Bernard.

| - Guy. Fils d'Archambaud VII par son premier mariage avec Marie de Limoges. - Archambaud (VIII), fils de Guy. Sans postérité. - Eustache, fils de Guy. Vicomte cité en 1298. Sans postérité. - Eustachie. Fille de Guy, mariée à Échivard IV de Preuilly. - Marie, fille de Guy, mariée à son cousin éloigné Guichard II de Comborn, seigneur de Chamberet, et de Treignac par son mariage : Postérité. |  | - Bernard III († 1320). Fils d'Archambaud VII par son second mariage avec Marguerite de Pons. - Archambaud VIII ou IX († 1367). Fils aîné de Bernard III. Son frère cadet est peut-être Guy - Archambaud IX ou X. Sans enfants, il laisse sa vicomté au roi mais il l'avait déjà vendue en fait à son cousin Guichard ci-dessous. |

- Guichard V († 1415 à Azincourt). Descendant de Guichard Ier de Comborn seigneur de Chamberet (fils d'Archambaud VI et frère cadet de Bernard II), arrière-petit-fils de Guichard II ci-dessus, il est seigneur de Treignac et Chamberet, avant d'acheter par avance en 1374 la vicomté de Comborn à Archambaud IX-X qui meurt en 1380.
- Jean Ier († 1480).
- Jean II († 1487).
- Amanieu († 1515). Il laisse la vicomté à son cousin issu de germain Antoine, vicomte de Pompadour, fils de Jean-Hélie de Pompadour, et petit-fils de Gulfier-Hélie de Pompadour et d'Isabelle de Comborn (une des filles de Guichard V ci-dessus).

## Personnalités
- Guy de Comborn ( -1349), évêque de Limoges (1346-1347), évêque de Noyon (1347-1349)
- Jacques de Comborn (1395-1474), évêque de Clermont (1444-1474)
- Pierre de Comborn (vers 1400 - 1467), frère du précédent, évêque de Chartres (1442-1443), évêque de Tulle (1444-1451), évêque d'Évreux (1443-1463), évêque de Saint-Pons de Thomières (1465-1467)